# Парлейн, Боб
Роберт (Боб) Парлейн (англ. Robert (Bob) Parlane; 5 января 1847, Бонхилл — 13 января 1918, Белфаст) — шотландский футболист, вратарь; футбольный судья, крикетист.

## Биография
Боб Парлейн родился 5 января 1847 года в британском городе Бонхилл.
Играл в футбол на позиции вратаря. В 1877—1879 годах выступал за шотландский «Вейл оф Левен» из Александрии. Трижды выигрывал в его составе Кубок Шотландии (1877—1879).
В 1878—1879 годах провёл 3 матча за сборную Шотландии, пропустил 5 мячей. Дебютным для Парлейна стал товарищеский поединок 23 марта 1878 года в Кроссхилле против сборной Уэльса (9:0). 5 апреля 1879 года в товарищеском матче против сборной Англии (4:5) забил мяч в свои ворота.
24 марта 1888 года был главным судьёй проходившего в Белфасте матча домашнего чемпионата Великобритании между сборными Ирландии и Шотландии (2:10).
Параллельно с футболом играл за «Вейл оф Левен» в крикет.
Умер 13 января 1918 года в Белфасте.

## Достижения

### Командные
- Обладатель Кубка Шотландии (3): 1876/77, 1877/78, 1878/79.